# Barrios de la ciudad de Buenos Aires

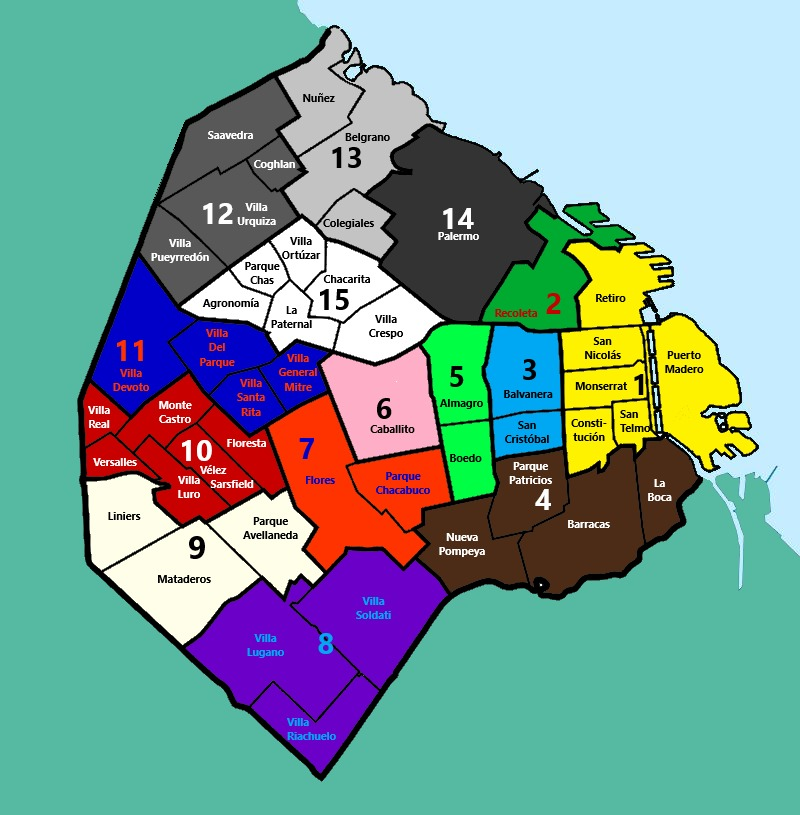
Barrios de la ciudad de Buenos Aires.

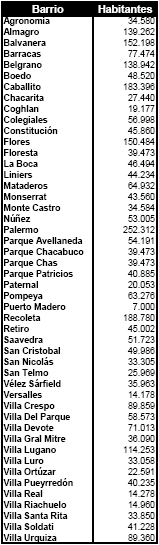
Distribución de habitantes por barrio (datos de 2007).

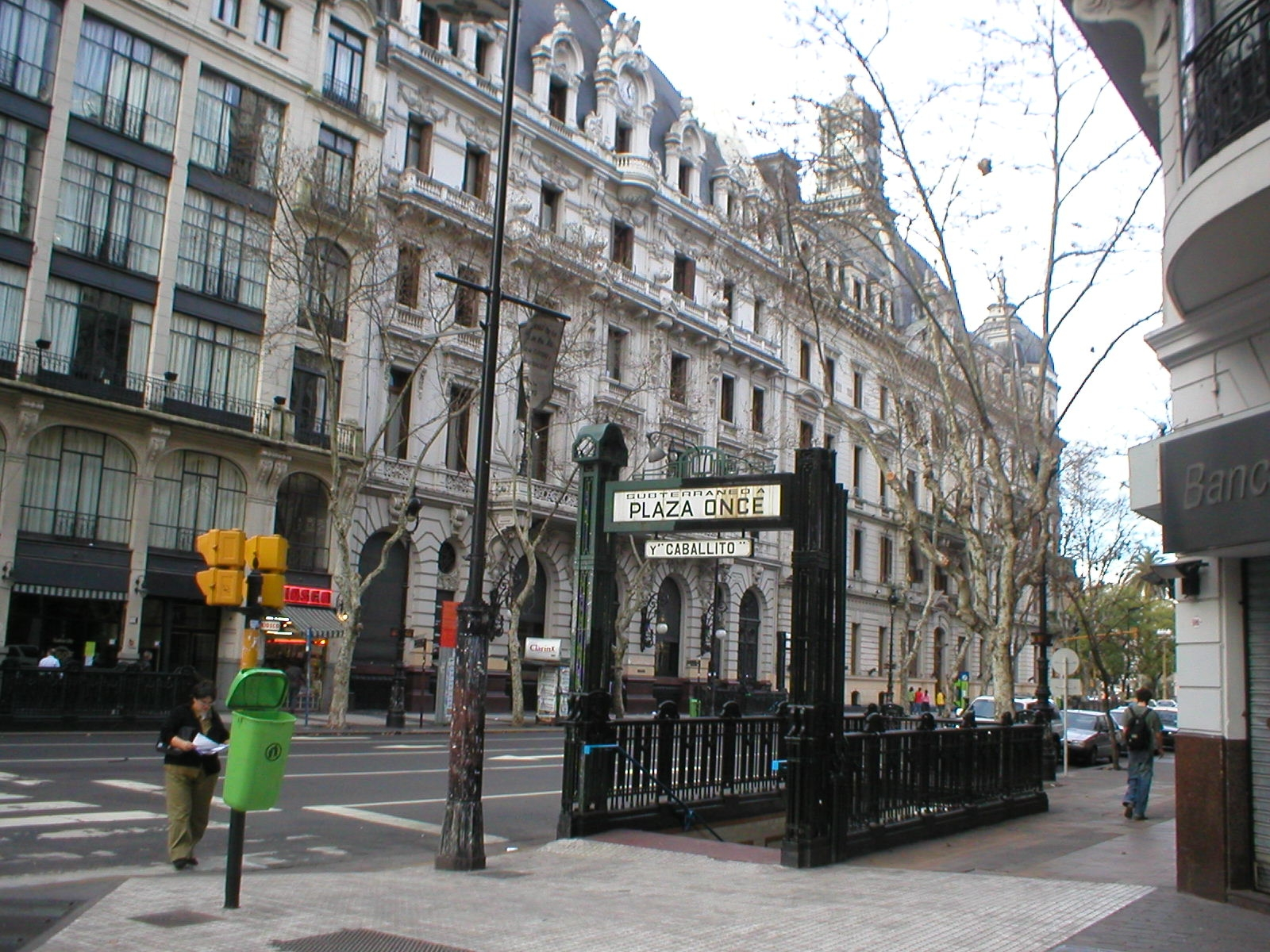
Avenida de Mayo, en el barrio de Monserrat (centro).

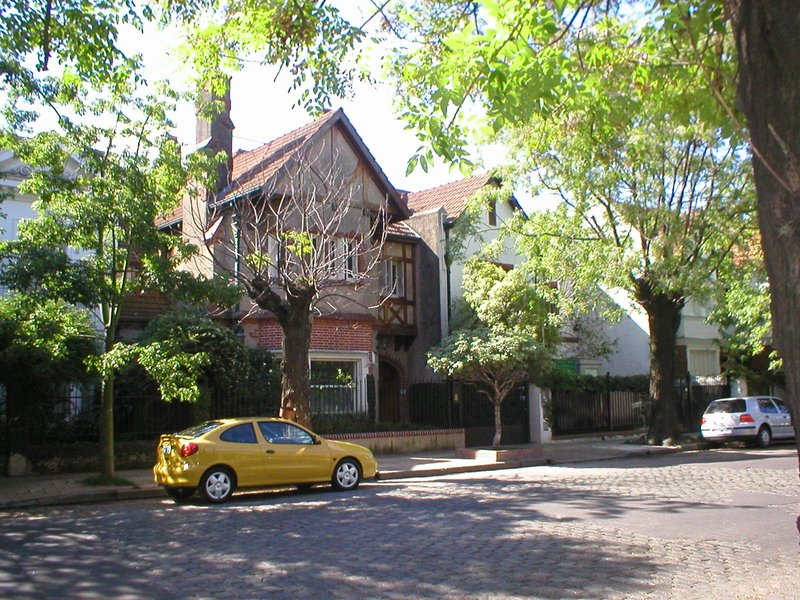
Casas en el barrio de Belgrano.

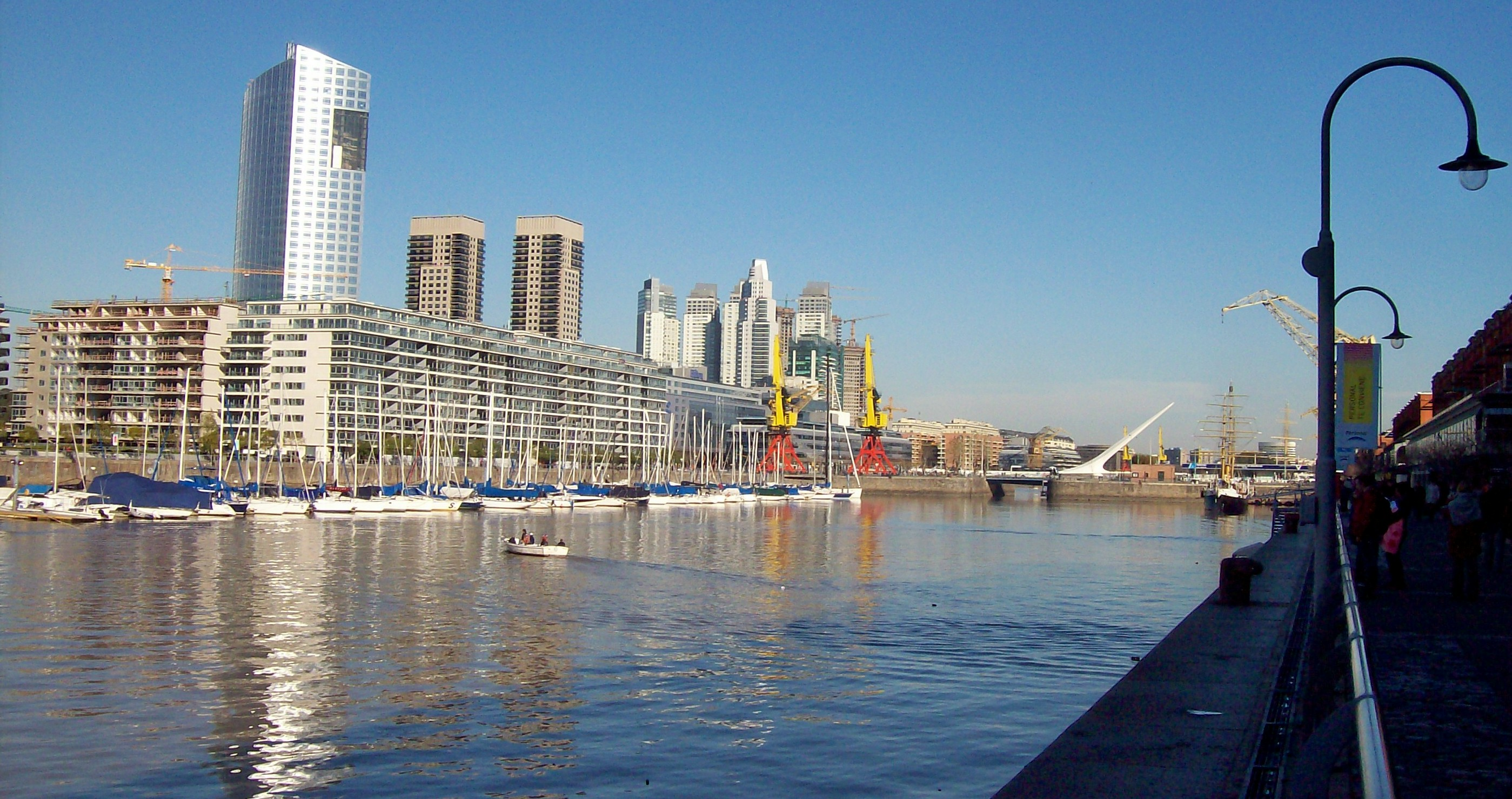
Puente de la Mujer, en el barrio de Puerto Madero.

Los barrios de la ciudad Buenos Aires son las unidades territoriales en las que está subdividida en tercer orden legal la capital de Argentina. La misma se encuentra dividida en 48 barrios oficiales. Los barrios porteños están bajo la órbita y dentro de las divisiones o jurisdicciones de segundo orden, llamadas Comunas, en las que oficialmente se divide la Ciudad Autónoma de Buenos Aires (C.A.B.A.). Los más tradicionales derivan de las antiguas parroquias establecidas en el siglo XIX. A partir de fines del siglo XIX surge una nueva generación de barrios, ya no determinados por parroquias sino con distintos orígenes. Cada barrio tiene su propia historia y características poblacionales que le imprimen color, estilo y costumbres únicas; y son un reflejo de la variedad cultural que subyace en la ciudad. El sistema de descentralización de gobierno por comunas, retomó los límites interbarriales, ya que hay una comuna por cada barrio o barrios vecinos.
La noción de “barrio” está atravesada por diversos significados e interpretaciones. Mientras administrativamente están organizados por una ordenanza de 1968, el término adquiere distintos significados, tanto en el lenguaje popular, como en las disciplinas que los estudian. El hecho de que la ciudad sea una unidad, en la cual se distinguen a la vez sectores locales variados y heterogéneos ha complicado su abordaje.

## Barrios
La ciudad de Buenos Aires se encuentra dividida en 48 barrios oficiales:
1. Agronomía
2. Almagro
3. Balvanera
4. Barracas
5. Belgrano
6. Boedo
7. Caballito
8. Chacarita
9. Coghlan
10. Colegiales
11. Constitución
12. Flores
13. Floresta
14. La Boca
15. La Paternal
16. Liniers
17. Mataderos
18. Monte Castro
19. Monserrat (originalmente llamado Montserrat).
20. Nueva Pompeya
21. Núñez
22. Palermo
23. Parque Avellaneda
24. Parque Chacabuco
25. Parque Chas
26. Parque Patricios
27. Puerto Madero
28. Recoleta
29. Retiro
30. Saavedra
31. San Cristóbal
32. San Nicolás
33. San Telmo
34. Vélez Sársfield
35. Versalles
36. Villa Crespo
37. Villa del Parque
38. Villa Devoto
39. Villa General Mitre
40. Villa Lugano
41. Villa Luro
42. Villa Ortúzar
43. Villa Pueyrredón
44. Villa Real
45. Villa Riachuelo
46. Villa Santa Rita
47. Villa Soldati
48. Villa Urquiza

## Características de los barrios
Algunos barrios son centenarios, otros existen desde hace algunas décadas, sin embargo otros fueron determinados recientemente. Este es el caso de Parque Chas, cuyos límites fueron establecidos el 25 de enero de 2006 cuando fue publicada en el Boletín Oficial la Ley 1.907. Sin embargo, siempre existió una gran cantidad de denominaciones no oficiales para algunas zonas de la ciudad, como Barrio Parque y Abasto, cantidad que en la actualidad se encuentra en aumento debido a motivos puramente comerciales.
Los barrios del norte y noroeste se han convertido en el centro de la riqueza, con tiendas exclusivas y varias áreas residenciales de la clase alta como Recoleta, Palermo, Belgrano, así como también Puerto Madero, ubicado al este de la ciudad. Barracas es el único barrio del sur en el que emerge una población de clase media y media alta gracias al auge inmobiliario en la zona. Exceptuando este último, la zona sur es la que ostenta los menores indicadores socioeconómicos de la ciudad.
La ciudad mantiene una población de aproximadamente tres millones de habitantes desde 1947, mientras su área metropolitana sigue en constante crecimiento. Pero esta estadística debe ser interpretada con cuidado, pues esconde variaciones significativas: los barrios del área central como San Nicolás, Recoleta y Retiro pierden población al destinarse cada vez menos espacio al área residencial, mientras en otros como Belgrano, Núñez, Caballito, Palermo y Villa Urquiza crecen notablemente, especialmente en estos tres últimos, gracias al auge de la construcción y la actividad inmobiliaria. Lo mismo pasa con las densidades de población, que van desde los 31.269,8 hab/km² de Almagro hasta los 3.413,4 de Villa Riachuelo. En los barrios del sudoeste, como Villa Lugano y Villa Soldati la población también crece, pero no por los motivos indicados más arriba, sino por las políticas públicas de vivienda o la instalación de asentamientos informales.

## Comunas
Los 48 barrios se encuentran agrupados en 15 comunas cuyas autoridades fueron elegidas por primera vez en 2011. Estas reemplazaron a los Centros de Gestión y Participación Comunal.

## Barrios no oficiales
Hay pequeños sectores de la ciudad reconocidos tradicionalmente como barrios por los habitantes porteños, pero no de forma oficial por las autoridades de la Ciudad Autónoma de Buenos Aires, sumando en total más de 115 barrios "no oficiales". Estos barrios son en general zonas de algunos de los 48 barrios porteños, abarcando en algunos casos partes de 2 barrios como el caso del Microcentro. Muchos de los nombres de estos barrios surgieron como iniciativas inmobiliarias para diferenciar la imagen de una zona de algunos barrios, transformándose luego con el uso en un "barrio no oficial".
La lista de barrios no oficiales se va ampliando, ya que casi cada año surgen nuevos nombres de barrios "no oficiales", sobre todo en barrios turísticos como Palermo (con 19 sub barrios o más no oficiales dentro de este). Recoleta o Belgrano también poseen varios barrios no oficiales:
Asimismo, está el caso de Once, la denominación no oficial de una zona del barrio de Balvanera, el cual se encuentra en la Comuna 3 de la Ciudad Autónoma de Buenos Aires. Es un barrio no oficial, ya que no se encuentra entre los 48 barrios en que legalmente está dividida la ciudad.
Para conocer el listado completo de barrios no oficiales de la ciudad de Buenos Aires (incluyendo las villas de emergencia) se puede consultar el Listado de barrios no oficiales de la ciudad de Buenos Aires.

## Antiguos barrios o antiguas denominaciones de barrios
Asimismo se han dejado de utilizar denominaciones oficiales o populares otrora dadas a ciertos barrios o zonas de la ciudad, ejemplos de tales topónimos olvidados actualmente son: 
- Bajo de Las Catalinas
- Catalinas Norte
- Catalinas Sur
- Catedral al sur (también denominado Barrio Sur)
- Catedral al norte
- El Alto de Lezama
- El Alto de San Pedro (aproximadamente el actual San Telmo)
- El Barrio de Las Ranas (una zona de Parque Patricios en la Avenida Amancio Alcorta, entre Zabaleta y Cachí).
- El Barrio del Tambor (aproximadamente San Cristóbal)
- El Puerto de los Tachos (la zona de la actual Vuelta de Rocha en La Boca).
- La Convalecencia
- La Isla De Marchi
- La Quema (actual Parque Patricios)
- Tierra del Fuego (a fines del siglo XIX e inicios de siglo XX la barriada adyacente a la antigua cárcel penitenciaria; esto es, las zonas vecinas al actual Parque Las Heras),
- La Siberia
- Las Mil Casitas (de Liniers)
- Los Portones (de Palermo)
- Los Corrales de Miserere
- Los Olivos, (llamado así por la presencia de bosques de olivares, correspondía a la parte sur del actual barrio de Barracas)[11]
- Santa Lucía (corresponde al área norte del actual barrio de Barracas)
- Socorro (corresponde a parte del barrio de Retiro)
- Tres Esquinas (recibió este nombre a partir de una antigua, ya inexistente, estación ferroviaria que abarcaba el predio entre las calles Hipólito Vieytes, Osvaldo de la Cruz y Herrera, próxima al puente Pueyrredón)
- Villa Mazzini (en una zona de Villa Urquiza)
- Villa Malcolm (en Villa Crespo cerca del extremo noroeste del barrio de Palermo)
- Villa Talar (en Villa Devoto, al norte de la estación)

## Villas de emergencia de la ciudad de Buenos Aires
La ciudad de Buenos Aires posee más de cuarenta villas miseria. Para conocer el listado y el detalle de las mismas es necesario consultar el Listado de barrios no oficiales de la ciudad de Buenos Aires.